# Bredgölen (Tidersrums socken, Östergötland, 641627-148531)
Bredgölen är en sjö i Kinda kommun i Östergötland och ingår i Motala ströms huvudavrinningsområde. Sjön har en area på 0,0635 kvadratkilometer och ligger 199,1 meter över havet.

## Delavrinningsområde
Bredgölen ingår i det delavrinningsområde (641433-148577) som SMHI kallar för Utloppet av Möckeln. Medelhöjden är 204 meter över havet och ytan är 6,56 kvadratkilometer. Det finns inga avrinningsområden uppströms utan avrinningsområdet är högsta punkten. Vattendraget som avvattnar avrinningsområdet har biflödesordning 3, vilket innebär att vattnet flödar genom totalt 3 vattendrag innan det når havet efter 261 kilometer. Avrinningsområdet består mestadels av skog (89 procent). Avrinningsområdet har 0,06 kvadratkilometer vattenytor vilket ger det en sjöprocent på 0,9 procent.